# Aureoboletus gentilis
Bolet cramoisi
Espèce
Statut de conservation UICN

 LC  : Préoccupation mineure
Aureoboletus gentilis, le Bolet cramoisi, auparavant Pulveroboletus cramesinus, est une espèce de champignon (Fungi) basidiomycète du genre Aureoboletus dans la famille des Boletaceae. Il est caractérisé par  son chapeau rosâtre, ses pores jaune d'or et la saveur salée de sa cuticule visqueuse. C'est le plus petit des bolets d'Europe.

## Taxonomie
Le nom correct complet (avec auteur) de ce taxon est Aureoboletus gentilis (Quél.) Pouzar. 
Le basionyme de ce taxon est : Boletus sanguineus var. gentilis Quél.

### Synonymes
Aureoboletus gentilis a pour synonymes :
- Aureoboletus cramesinus Secr.
- Aureoboletus cramesinus Secr. ex Watling
- Boletus auriporus Kall.
- Boletus cramesinus Secr.
- Boletus elasticus Smotl.
- Boletus gentilis (Quel.) Big. & Guill.
- Boletus gentilis (Quél.) Sacc.
- Boletus granulatus var. tenuipes Cooke
- Boletus sanguineus subsp. gentilis (Quél.) Sacc.
- Boletus sanguineus var. gentilis Quél.
- Boletus tenuipes (Cooke) Massee
- Ixocomus gentilis (Quél.) Quél.
- Ixocomus sanguineus var. gentilis (Quél.)
- Pulveroboletus cramesinus (Secr. ex Watling) M.M.Moser ex Singer
- Pulveroboletus cramesinus (Secr.) M.M.Moser
- Pulveroboletus cramesinus Anon.
- Pulveroboletus gentilis (Quél.) Singer
- Viscipellis gentilis (Quél.) Quél.
- Viscipellis sanguinea var. gentilis (Quél.) Quél.
- Viscipellis sanguineus var. gentilis (Quél.) Quél.
- Xerocomus cramesinus Secr.
- Xerocomus cramesinus Secr. ex E.-J.Gilbert, 1931
- Xerocomus gentilis (Quél.) Singer

### Phylogénie

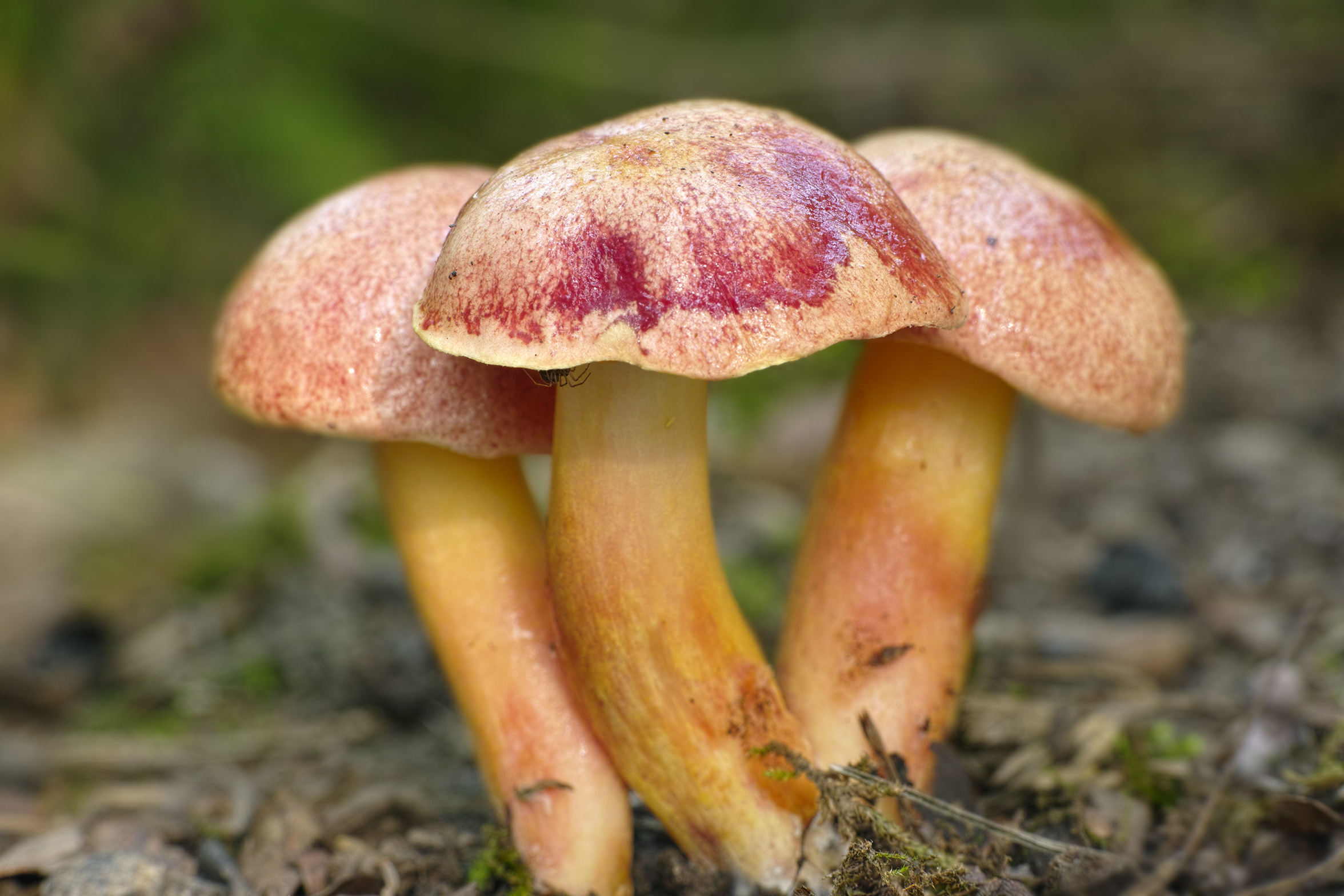
Trois sporophores de A. gentilis en République Tchèque.

Décrit à l'origine comme Boletus sanguineus var. gentilis par le mycologue français Lucien Quélet en 1884, l'espèce a été transférée dans le genre Aureoboletus par Zdeněk Pouzar en 1957.

### Noms vulgaires et vernaculaires
Ce taxon porte en français les noms vernaculaires ou normalisés suivants : bolet cramoisi, de son ancienne épithète cramesinus et bolet sanguin, en réfèrence à une autre de ses anciennes épithètes ; sanguineus.

## Description du sporophore
Les bolets sont des champignons dont l’hyménophore, constitué de tubes et terminés par des pores, se sépare facilement de la chair du chapeau. Ce chapeau d'abord rond, recouvert d'une cuticule, devient convexe à mesure qu’il vieillit. Ils ont un pied (stipe) central assez épais et une chair compacte. Les caractéristiques  morphologiques de A. gentilis sont les suivantes :
Son chapeau mesure de 2 à 5 cm, il est visqueux par temps humide, typiquement brun-rose, parfois rose framboise, vineuse, mais aussi crème rosâtre et même blanchâtre.
L'hyménophore présente des tubes jaune vif, avec des pores assez amples, jaune d'or vif.
Son stipe mesure 3 à 7 cm x 0,4 à 1,5 cm, de couleur jaune pâle ou jaune vif, puis envahi de roussâtre, sa base est souvent un peu effilée.
La chair est blanche dans le chapeau et le haut du pied, rouge sous la cuticule et jaune dans le bas du pied. La saveur est douce dans la chair et salée sur la viscosité du chapeau, une caractéristique d'identification importante. Son odeur est faible mais agréable, un peu fruitée.

### Caractéristiques microscopiques
Ses spores mesurent 11 à 16 μm x 4 à 6 μm, elles sont elliptiques-fusoïdes.

## Galerie

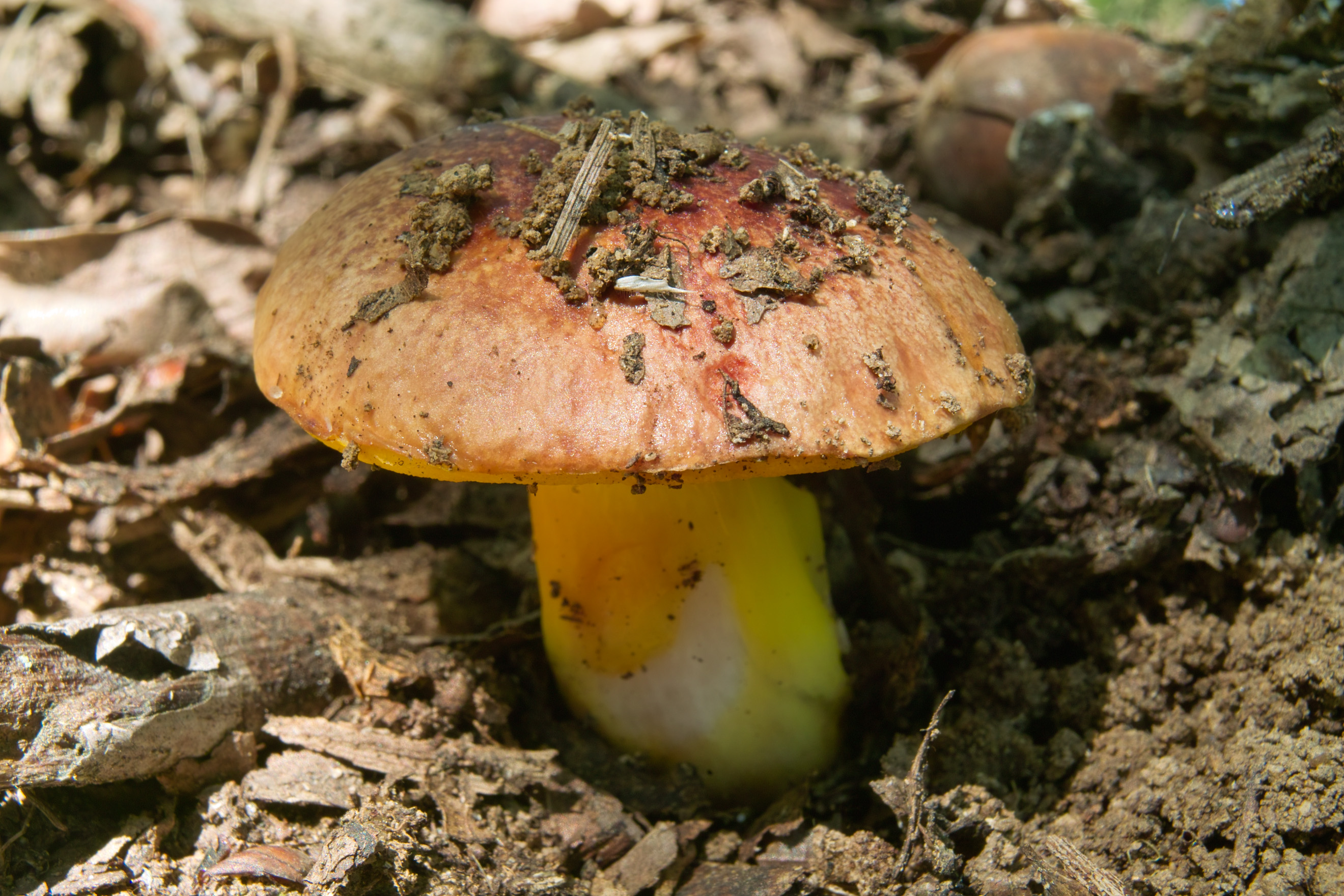
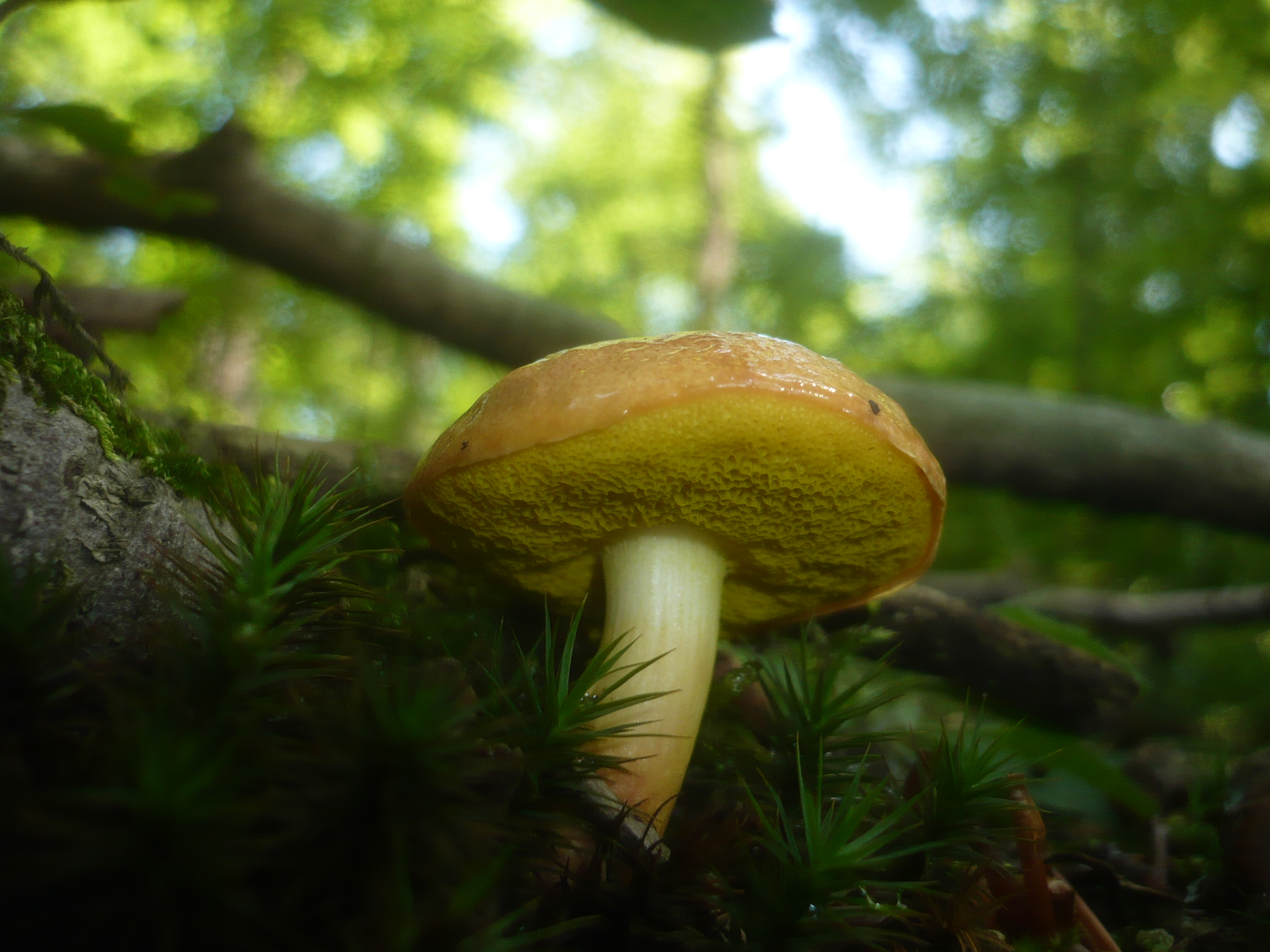
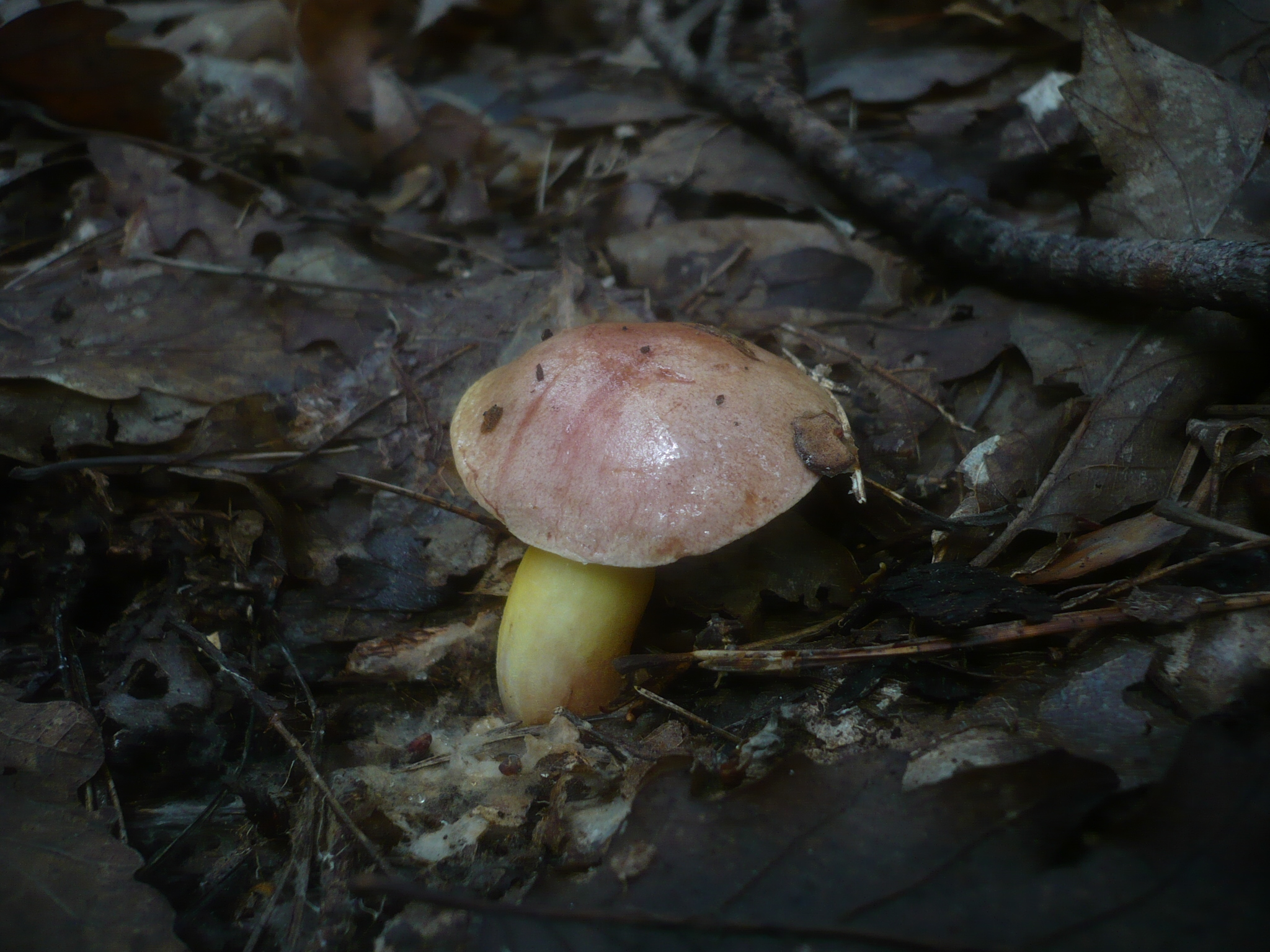
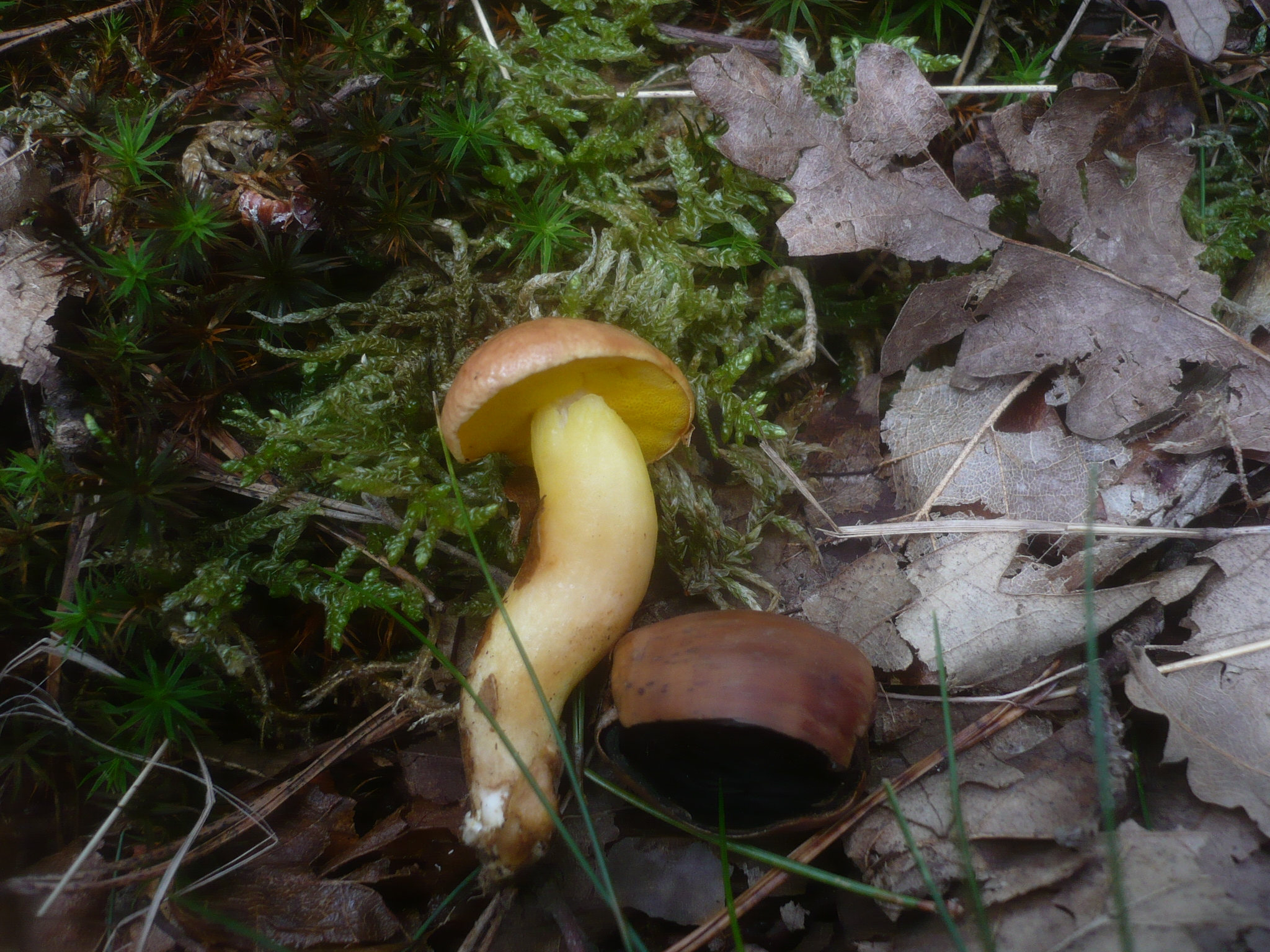
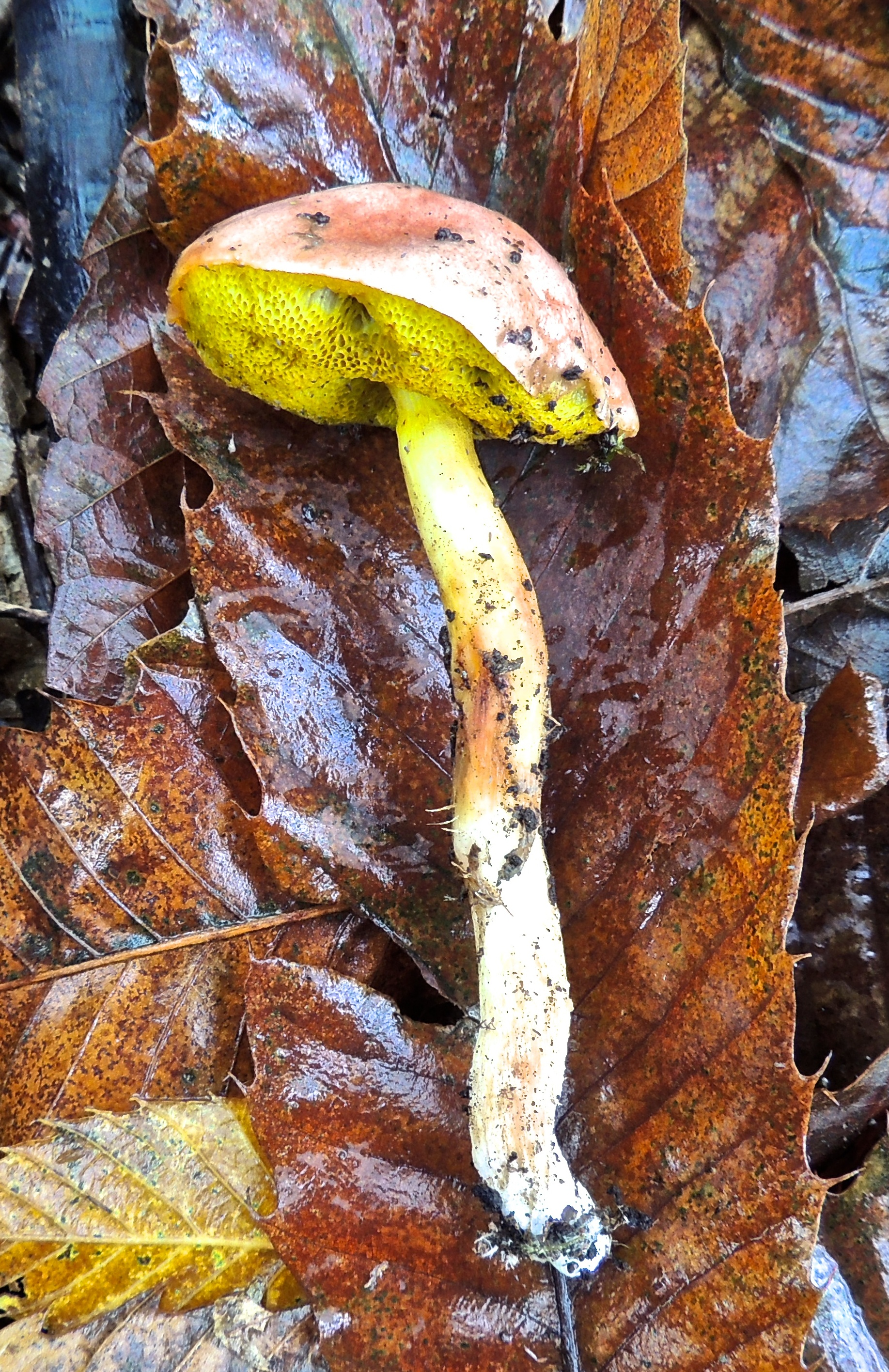
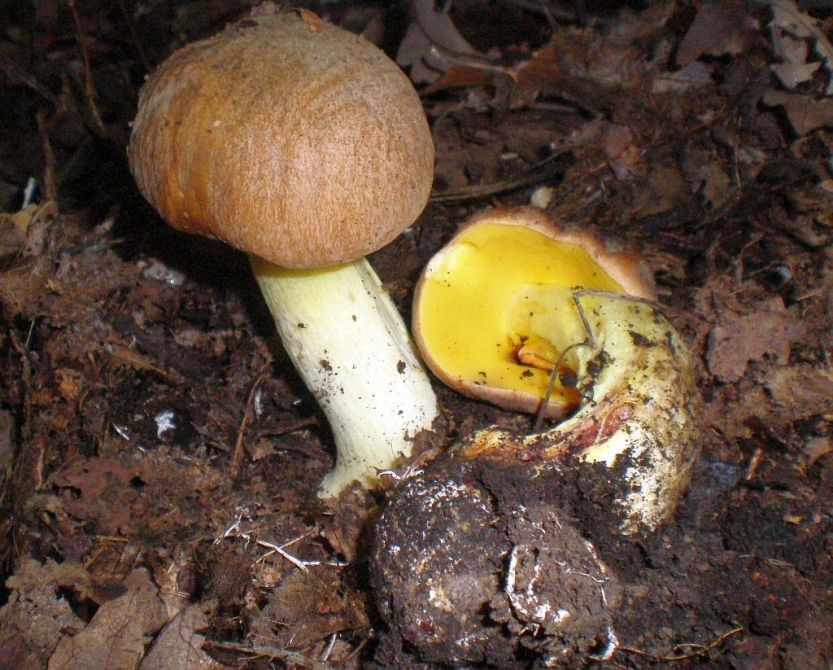

## Habitat et distribution
Il s'agit un champignon ectomycorhizien, poussant sous différents feuillus, sur sol argileux mais généralement peu exigeant quant au sol,, poussant entre août et novembre.

## Comestibilité
Le Bolet cramoisi est comestible, mais, de par sa rareté, sa difficulté d'identification, sa petite taille et son manque de saveur, il ne fait l'objet d'aucune consommation traditionnelle ou occasionnelle connue. Sa rareté devrait inciter à ne pas le rechercher à des fins de consommation. Il est à considérer comme sans intérêt alimentaire . 

## Confusions possibles
- Le Bolet framboise (Hortiboletus rubellus) lui ressemble un peu, mais son chapeau est sec, plus rouge, et ses pores d'un jaune moins vif bleuissent au toucher[5]. Comestible.
- Le Bolet subtomenteux (Xerocomus subtomentosus), pourrait éventuellement lui ressembler, mais il n'a pas de teintes roses sur sa cuticule et sa chair est rosée à la coupe dans sa moitié inférieure. Comestible.
- Le Bolet couleur de lion (Aureoboletus moravicus), n'a pas non plus de cuticule rouge et il dégage une odeur de pâtisserie. Sans interêt alimentaire.
- Le Bolet couleur de pêche (Rheubarbariboletus persicolor), dont les pores et la chair du chapeau bleuissent à la coupe. Sans interêt alimentaire.